# Tata 2
Tata 2 – drugi album Kultu, na którym zespół zagrał piosenki Stanisława Staszewskiego. Tym razem na płycie pojawiło się więcej piosenek zdecydowanie mniej pogodnych, czego dowodem jest zamieszczenie utworu, który Stanisław Staszewski napisał na kilka dni przed swoją śmiercią (A gdy będę umierał), pieśni do gorzkich słów poety Konstantego Gałczyńskiego, Śmierć poety, czy refleksyjne Nie dorosłem do swych lat. Płyta nie sprzedała się tak dobrze jak pierwsza część Taty, choć cieszyła się dobrym przyjęciem krytyków i sympatyków zespołu. W 2009 roku ukazała się limitowana edycja albumu na podwójnym 180g winylu z nowym masteringiem.

## Lista utworów[4]
| Nr  | Tytuł utworu                                                     | Tekst           | Muzyka          | Długość |
| --- | ---------------------------------------------------------------- | --------------- | --------------- | ------- |
| 1.  | „Jeśli zechcesz odejść – odejdź”                                 | S. Staszewski   | S. Staszewski   | 3:47    |
| 2.  | „Kochaj mnie, a będę twoją”                                      | A. Włast        | H. Wars         | 3:49    |
| 3.  | „Śmierć poety”                                                   | K.I. Gałczyński | S. Staszewski   | 5:35    |
| 4.  | „Nie dorosłem do swych lat”                                      | S. Staszewski   | S. Staszewski   | 5:41    |
| 5.  | „Ty albo żadna”                                                  | L. Szmaragd     | J. Petersburski | 2:47    |
| 6.  | „Samotni ludzie”                                                 | S. Staszewski   | S. Staszewski   | 8:19    |
| 7.  | „Zastanówcie się sami”                                           | S. Staszewski   | S. Staszewski   | 5:09    |
| 8.  | „Gwiazda szeryfa”                                                | S. Staszewski   | S. Staszewski   | 4:08    |
| 9.  | „Ballada o dwóch siostrach”                                      | K.I. Gałczyński | S. Staszewski   | 4:54    |
| 10. | „Kołysanka stalinowska”                                          | trad.           | S. Staszewski   | 3:05    |
| 11. | „Latający Holender”                                              | S. Staszewski   | S. Staszewski   | 5:55    |
| 12. | „A gdy będę umierał”                                             | S. Staszewski   | S. Staszewski   | 7:31    |
| 13. | „Prowokator”                                                     | trad.           | trad.           | 2:33    |
| 14. | „Dolina”                                                         | trad.           | trad.           | 2:37    |
| 15. | „Marianna” (inna wersja niż na płycie Tata Kazika)               | S. Staszewski   | S. Staszewski   | 3:44    |
| 16. | „Kochaj mnie, a będę twoją” (wersja bez udziału Violetty Villas) | A. Włast        | H. Wars         | 3:50    |
|     |                                                                  |                 |                 | 1:13:24 |

## Wykonawcy
- Kazik Staszewski – saksofon, śpiew
- Janusz Grudziński – klawisze, fortepian, fisharmonia, gitara
- Ireneusz Wereński – gitara basowa
- Krzysztof Banasik – waltornia, saksofon, gitary
- Piotr Morawiec – gitary
- Andrzej Szymańczak – perkusja, bęben

oraz gościnnie:
- Violetta Villas – śpiew w Kochaj mnie, a będę twoją
- Romuald Kunikowski – akordeon
- Rafał Szpotakowski – skrzypce